# The Agency (serie televisiva)
The Agency è una serie televisiva di produzione canadese-statunitense girata in 44 episodi che caratterizzano il lavoro e le missioni di spionaggio di alcuni agenti segreti della CIA. La serie è conosciuta in Italia anche con il titolo L'agenzia.
La prima puntata è stata trasmessa in USA, giovedì 27 settembre 2001 per l'emittente televisiva CBS, mentre in Italia è andata in onda per la prima volta il 1º settembre 2004 sul canale Hallmark Channel.

## Trama
Un gruppo di agenti della CIA, che lavorano in uno speciale dipartimento operativo, si trovano a dare la caccia ai terroristi che minacciano gli Stati Uniti.

## Episodi
| Stagione         | Episodi | Prima TV USA | Prima TV Italia |
| ---------------- | ------- | ------------ | --------------- |
| Prima stagione   | 22      | 2001-2002    | 2004            |
| Seconda stagione | 22      | 2002-2003    | 2005            |